# Streptocitta
Streptocitta là một chi chim trong họ Sturnidae.